# Nokia 6300
Il Nokia 6300 è un telefono prodotto dall'azienda finlandese Nokia e messo in commercio nel 2006.

## Caratteristiche
- Dimensioni: 106.4 x 43.6 x 11.7 mm
- Massa: 91 g
- Risoluzione display: 240 x 320 pixel con 16 777 216 colori
- Durata batteria in conversazione: 3.5 ore
- Durata batteria in standby: 336 ore (14 giorni)
- Fotocamera: 2.0 megapixel con zoom digitale 8x
- Memoria: 7.8 MB espandibile fino a 8 GB con MicroSD
- Bluetooth e USB
- Questo telefono ha la maggior parte della scocca in metallo.

## Kit d'acquisto
- Batteria
- Manuale
- Caricabatteria da viaggio
- Auricolare